# Johann Georg Lederer

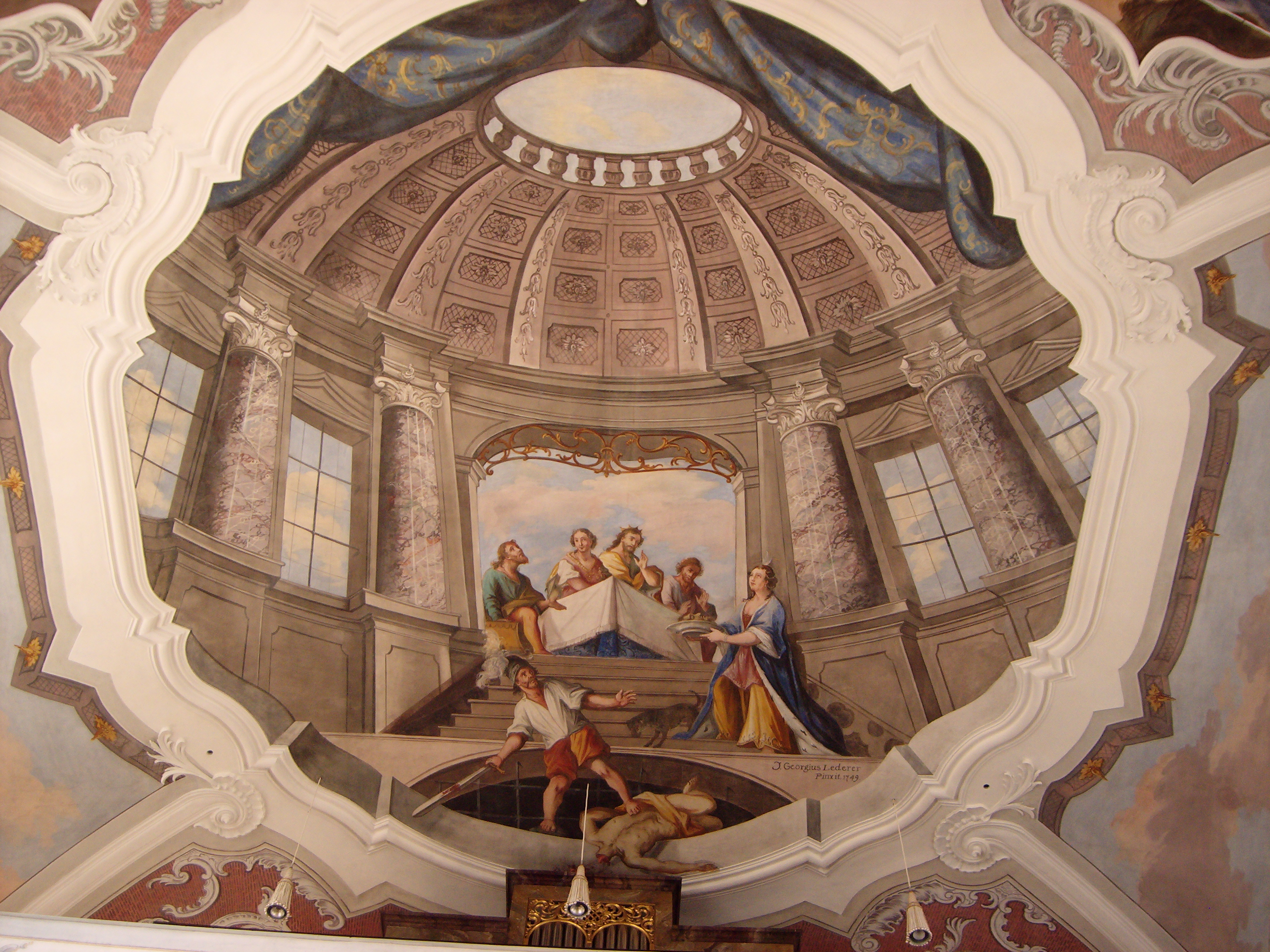
Von Johann Georg Lederer signiertes Fresko (Salome bringt Herodias den Kopf des Johannes) in der Pfarrkirche St. Johannes der Täufer in Igling

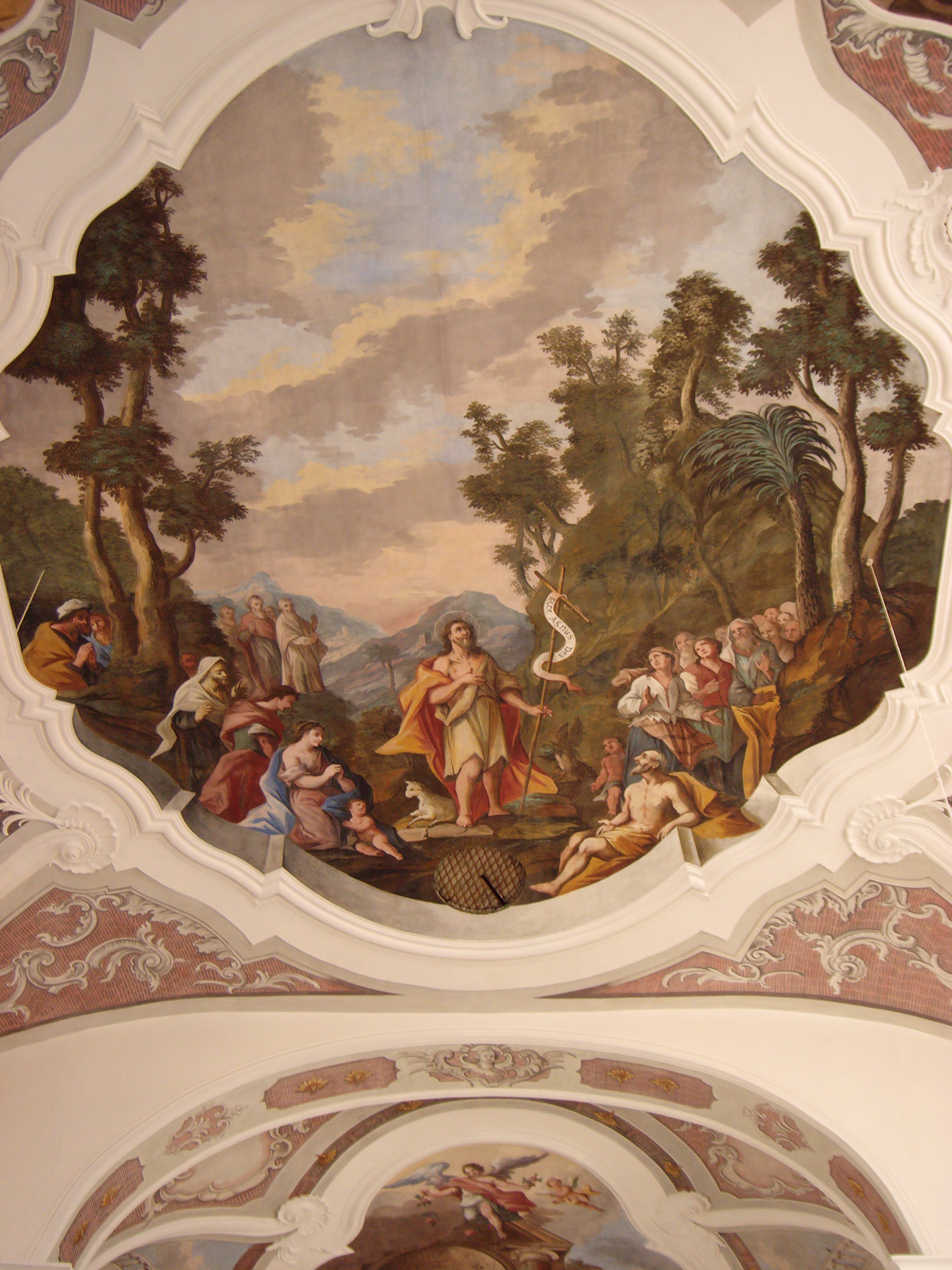
Fresko (Predigt von Johannes dem Täufer) in der Pfarrkirche St. Johannes der Täufer in Igling

Johann Georg Lederer (* 29. Mai 1702 in Schongau; † 24. Mai 1770 in Augsburg) war ein Kirchenmaler des Barock. Er zählt zu den weniger bekannten Augsburger Meistern des Barock.

## Leben
Lederer stammte aus einer Schongauer Familie. Seine Brüder waren wohl die Augsburger Freskenmaler Franz Joseph Lederer und V. B. Lederer. Ab 1729 ist er als Geselle des Malers Johann Moya in Augsburg nachweisbar. 1731 heiratete er eine Malerstochter und erwarb die Meistergerechtigkeit, 1739 wurde er Vorgeher der Augsburger Malerzunft. Lederers nachgewiesene Arbeiten datieren von 1733 bis 1757, meist in der Gegend von Augsburg und entlang des Lechs. Einige in Krumau in Böhmen nachgewiesene Werke gelten als Indiz, dass es noch eine Reihe bisher nicht bekannter Werke von Lederer gibt.

## Werke (Auswahl)
Fresken, Wand- und Deckengemälde
- Um 1733: Deckenfresken in der Pfarrkirche St. Laurentius in Agawang (Im Dehio-Handbuch von 1989 heißt es, die Fresken seien „vielleicht“ von Johann Georg Lederer[4])
- 1734: Decken- und Wandfresken in Rotunde und Langhaus der Wallfahrtskirche Maria Hilf in Klosterlechfeld
- Um 1738: Deckenfresken in der Pfarrkirche St. Cyprian und Justina in Kleinkitzighofen, Gemeinde Lamerdingen
- Um 1738: Deckenfresken in der Pfarrkirche St. Martin in Lamerdingen
- 1738: Deckenfresko im Speisesaal (Göttermahl) im Schloss Wellenburg in Augsburg-Bergheim, datiert
- 1742: Ausmalung der Pfarrkirche St. Laurentius in Reinhartshausen
- 1747: Deckenfresken (Maria Immaculata – Ausgießung des hl. Geistes/das Pfingstwunder – Erscheinung des hl. Michael auf dem Monte Gargano – die vier lateinischen Kirchenväter sowie kleinere Medaillons) in der Pfarrkirche St. Michael in Bayerdilling
- 1747: Gemälde in der Filialkirche St. Peter und Paul in Wollishausen
- 1749: Deckenfresken (Mariae Heimsuchung – Predigt und Enthauptung Johannes des Täufers – Medaillons) in der Pfarrkirche St. Johannes der Täufer in Igling
- 1757: Deckenfresken (Mariä Krönung mit Huldigung der vier Erdteile – Anbetung Christi durch die hl. drei Könige – die vier Evangelisten – Emblemata) in der Pfarrkirche St. Martin in Eglfing-Obereglfing, datiert (das späteste bekannte Werk des Malers)

Altarbilder
- Um 1733: Martyrium des hl. Laurentius (Hochaltar), hl. Leonhard (rechter Seitenaltar) in der Pfarrkirche St. Laurentius in Agawang
- Um 1733: Heiliger Sebastian (rechter Seitenaltar, „wohl von Lederer“[5]) in der Kirche St. Johannes Baptist in Adelsried
- 1750: Heilige Familie (Hochaltar) in der Pfarrkirche St. Johannes der Täufer in Igling